# Volker Strassen

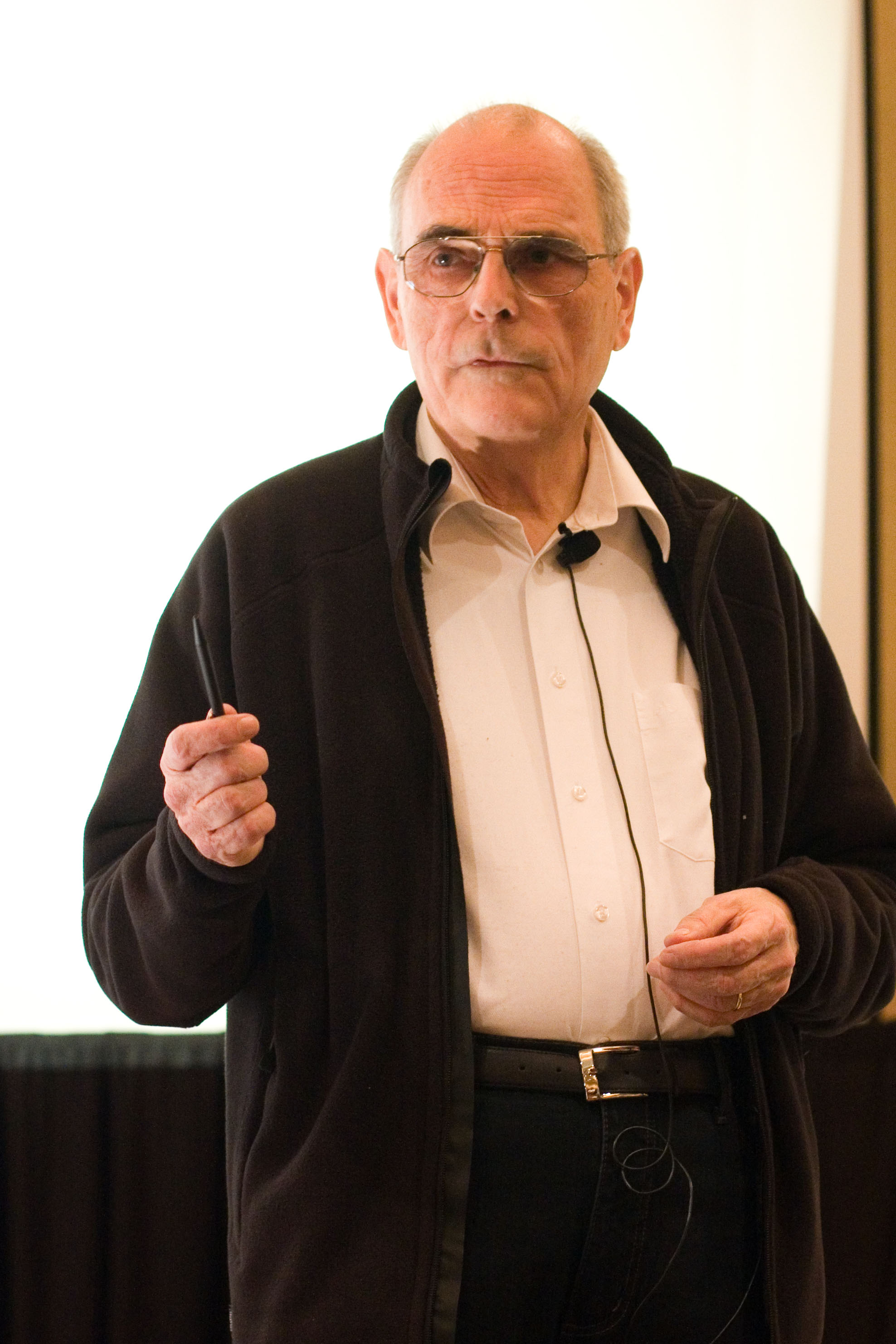
Volker Strassen (2009)

Volker Strassen (* 29. April 1936 in Düsseldorf-Gerresheim) ist ein deutscher Mathematiker und emeritierter Professor am Fachbereich Mathematik und Statistik der Universität Konstanz.

## Biographie
Nach dem Studium der Musik, Philosophie, Physik und Mathematik an mehreren deutschen Universitäten promovierte er 1962 in Mathematik an der Universität Göttingen bei Konrad Jacobs. Anschließend war er zunächst am Department of Mathematics und später am Department of Statistics der University of California, Berkeley tätig, wo er schließlich zum Associate Professor ernannt wurde.
1968 wechselte Strassen nach Zürich, wo er zunächst Direktor des Seminars (später des Instituts) für Angewandte Mathematik, wurde. Er blieb zwanzig Jahre an der Universität Zürich, bevor er 1988 an die Universität Konstanz wechselte. 1998 wurde er emeritiert.

## Forschung (Ausgewählte Arbeiten)
Strassen begann seine wissenschaftliche Laufbahn als Wahrscheinlichkeitstheoretiker mit seiner Arbeit von 1964 An Invariance Principle for the Law of the Iterated Logarithm. Strassens Version des Gesetzes des iterierten Logarithmus wurde vielfach zitiert und führte 1966 zu einem Vortrag auf dem International Congress of Mathematicians in Moskau.
1965 veröffentlichte Strassen die Arbeit The Existence of Probability Measures with Given Marginals. Darin leitete er notwendige und hinreichende Bedingungen dafür her, dass eine Folge von Wahrscheinlichkeitsmaßen die Verteilungen eines Martingals, eines Submartingals oder von partiellen Summen unabhängiger Zufallsvariablen beschreibt.
In seiner Habilitationsschrift mit dem Titel Almost Sure Behavior of Sums of Independent Random Variables and Martingales verfeinerte und erweiterte Strassen seine frühere Arbeit.
1969 begann Strassen seine Arbeiten zur Entwicklung von Algorithmen und zu den theoretischen unteren Schranken ihrer Komplexität. In seiner Arbeit Gaussian Elimination is Not Optimal stellte er den ersten Algorithmus zur Matrixmultiplikation vor (Strassen-Algorithmus), der für große Matrizen bedeutend schneller ist als die klassische Methode. Im selben Artikel präsentierte er außerdem einen asymptotisch schnellen Algorithmus zur Matrixinversion, basierend auf der schnellen Matrixmultiplikation.
1971 veröffentlichte Strassen gemeinsam mit Arnold Schönhage eine Arbeit zur Multiplikation ganzer Zahlen mithilfe der schnellen Fourier-Transformation. Der daraus hervorgegangene Schönhage–Strassen-Algorithmus war über mehrere Jahrzehnte der schnellste bekannte Algorithmus für die Multiplikation großer ganzer Zahlen und wird auch heute noch in vielen Anwendungen eingesetzt.

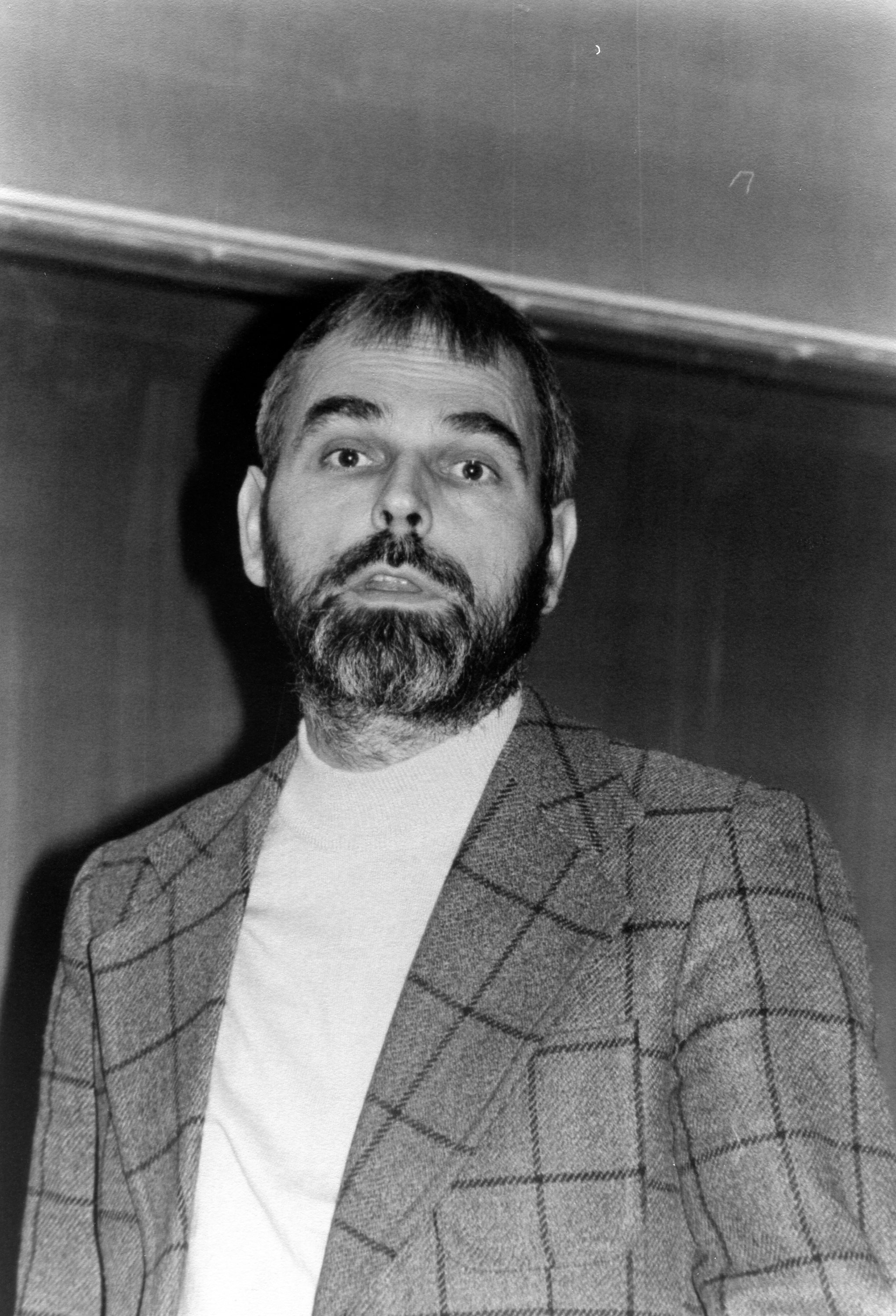
Volker Strassen (1979)

1973 schrieb Strassen mit Peter J. Huber die Arbeit Minimax Tests and the Neyman–Pearson Lemma for Capacities, die in Hubers späteren Veröffentlichungen grundlegend für das Gebiet der robusten Statistik wurde.
Auf dem International Congress of Mathematicians in Vancouver 1974 stellte Strassen in Some Results in Algebraic Complexity Theory nichtlineare untere Schranken für die algebraische Komplexität verschiedener bedeutender Berechnungsprobleme vor. Diese Forschungsrichtung setzte er 1976 in der Arbeit Computational Complexity over Finite Fields fort.
1977 veröffentlichte er zusammen mit Robert Solovay den Solovay-Strassen-Test, den ersten probabilistischen Algorithmus zur Ermittlung, ob eine riesige Zahl eine Primzahl ist oder nicht.
In der Arbeit Some Polynomials That Are Hard to Compute aus dem Jahr 1980 zeigten Strassen und Joachim von zur Gathen – unter Verwendung von Ergebnissen von Joos Heintz und Malte Sieveking –, dass verschiedene interessante Polynome in einer Unbestimmten mit rationalen Koeffizienten schwer zu berechnen sind.
1983 bewiesen Walter Baur und Strassen eine Ungleichung, die die Komplexität einer einzelnen rationalen Funktion in einer beliebigen Anzahl von Unbestimmten von unten im Wesentlichen durch die Komplexität der Funktion zusammen mit all ihren ersten Ableitungen abschätzt. Dieses Ergebnis erweiterte die unteren Schranken aus Strassens Arbeit von 1974 auf einzelne rationale Funktionen. Zu den zahlreichen Anwendungen gehört auch der Beweis, dass das Invertieren einer Matrix nicht wesentlich aufwändiger ist als das Berechnen ihrer Determinante.
1990 veröffentlichte Strassen einen Überblicksartikel über die Algebraische Komplexitätstheorie.
Auf dem ersten European Congress of Mathematics in Paris (1992) präsentierte Strassen seine Arbeit zum asymptotischen Spektrum bilinearer Abbildungen, dokumentiert in dem Artikel Algebra and Complexity. Ausführlicher ist die Arbeit Komplexität und Geometrie bilinearer Abbildungen, die 2004 im Jahresbericht der  DMV veröffentlicht wurde.
Es war für Strassen auch wichtig, Mathematik einem breiteren wissenschaftlichen Publikum zugänglich zu machen, wie zum Beispiel in dem Vortrag "Zufalls-Primzahlen und Kryptographie" (1996).
Strassens Arbeiten leisteten bedeutende Beiträge zur Wahrscheinlichkeitstheorie, Funktionalanalysis, Mathematischen Statistik, Entwicklung von Algorithmen und Komplexitätstheorie.

## Auszeichnungen und Mitgliedschaften
- 1966 war er Invited Speaker auf dem Internationalen Mathematikerkongress in Moskau (Der Satz mit dem iterierten Logarithmus) und ebenso 1974 in Vancouver (Some results in algebraic complexity theory).
- 1992 war er eingeladener Sprecher auf dem Europäischen Mathematikerkongress in Paris (Algebra and Complexity).
- 1992 Mitglied der Leopoldina[5]
- 1994 korrespondierendes Mitglied der Niedersächsischen Akademie der Wissenschaften zu Göttingen[6]
- 1996 ordentliches Mitglied der Heidelberger Akademie der Wissenschaften[7]
- 1999 wurde er mit der Georg-Cantor-Medaille für herausragende wissenschaftliche Leistungen in der Mathematik ausgezeichnet.
- Für den Solovay-Strassen-Test erhielt er 2003 den Paris-Kanellakis-Preis der Association for Computing Machinery.
- 2008 wurde er von der ACM Special Interest Group on Algorithms and Computation Theory (SIGACT) mit dem Knuth-Preis ausgezeichnet. Die Verleihung erfolgte als Anerkennung der bahnbrechenden Beiträge von Strassen zur Theorie und Anwendung der Algorithmen-Entwicklung im Bereich der Matrizen-Multiplikation und der Primzahltests.[8]
- 2011 Konrad-Zuse-Medaille für Verdienste um die Informatik
- Er ist Fellow der American Mathematical Society.